# ホリデーウェーブ
ホリデーウェーブ（ほりでーうぇーぶ）は2007年4月から日曜日に放送されていた東海ラジオ放送の情報番組である。

## 放送時間
過去
- 毎週日曜日　11時50分～12時（～2008年3月末）
- 毎週日曜日　9時45分～10時（番組終了時）

## 番組内容
- 2009年3月まで放送されていたサタデーウェーブ同様に演歌以外の音楽を放送していた。また佐久間さんがパーソナリティーだった頃は、放送日に誕生した有名人や放送日に近い日付の誕生日の花などを紹介していた。

## パーソナリティー
現在
- 山口由里(東海ラジオアナウンサー)・角田智美(番組担当時は東海ラジオアナウンサーであった)
（両アナウンサーともに2009年3月まで担当していたサタデーウェーブも担当していた。隔週で交代・担当）

過去
- 吉川秀樹（東海ラジオ放送アナウンサー）（2007年10月～）
- 浅田若菜（東海ラジオ放送アナウンサー）（～2007年9月）
- 佐久間さん（本名不明。東海ラジオ週末早朝勤担当アナウンサー）